# Eupelmus vuilleti

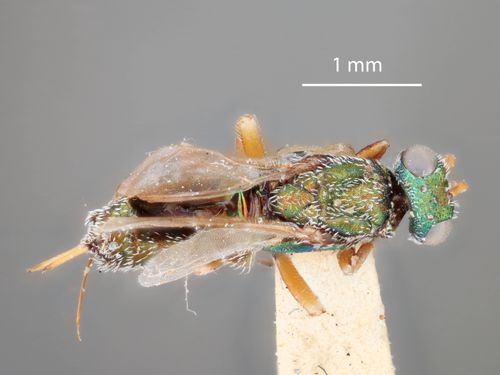
♀ Dorsalansicht

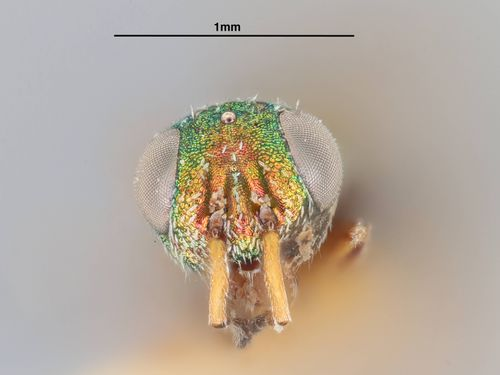
♀ Frontansicht

Eupelmus vuilleti ist eine Erzwespe aus der Familie der Eupelmidae. Die Art wurde von dem US-amerikanischen Entomologen James Chamberlain Crawford im Jahr 1913 als Bruchocida vuilleti beschrieben.

## Merkmale
Die Weibchen sind etwa 3 mm lang, die Männchen im Mittel 2,25 mm. Die Weibchen sind grünlich-bronzefarben, die Männchen grünlich-messingfarben. 

## Verbreitung
Eupelmus vuilleti ist in Westafrika verbreitet mit Funden aus Niger, Burkina Faso und Togo. 

## Lebensweise
Eupelmus vuilleti ist ein solitärer idiobionter Ektoparasitoid, der sich in Larven und Puppen von Samenkäfern entwickelt. Zu den Wirtsarten gehören Callosobruchus maculatus und Decellebruchus atrolineatus, die sich in den Samen von Augenbohnen entwickeln. Eupelmus vuilleti weist eine Form von Kleptoparasitismus bezüglich der Erzwespenart Dinarmus basalis auf. Studien zur Wirtsart Decellebruchus atrolineatus haben gezeigt, dass Eupelmus vuilleti mit ihrem Legebohrer in das Einstichloch des zuvor von Dinarmus basalis parasitierten Samens eindringt und deren Larve oder Ei tötet, um anschließend ein eigenes Ei an den eigentlichen Wirt, die Käferlarve oder -puppe, zu platzieren.